# Ленгазспецстрой
Акционерное общество «Ленгазспецстрой» — одно из ведущих предприятий России в области строительства газо- и нефтепродуктопроводов, станций подземного хранения газа, компрессорных и распределительных станций, которое обеспечивает реализацию ключевых инвестиционно-строительных проектов России.

## История
Трест «Ленгазспецстрой» создан в 1968 году на базе СМУ-7 треста «Мосгазпроводстрой» приказом министра газовой промышленности СССР. Преобразован в акционерное общество в 1994. За свою 55-летнюю историю предприятие принимало участие в реализации практически всех государственных проектов трубопроводного строительства от полуострова Ямал на севере до Средней Азии на юге, от Прибалтики на западе до острова Сахалин на востоке.
Усилиями специалистов «Ленгазспецстрой» реализованы ключевые государственные проекты в области строительства магистральных газопроводов «Бованенково — Ухта», «Ленинград — Выборг — госграница», «Уренгой — Помары — Ужгород», «Ямал — Европа», «Голубой поток», «Сахалин — Хабаровск — Владивосток», «Южный поток», «Средняя Азия — Центр», «Ямбург — Елец», «Грязовец — Выборг», магистральных нефтепроводов «Дружба», «Сургут — Новополоцк», «Мангышлак — Куйбышев», «Кириши — Приморск» (участок Балтийской трубопроводной системы), аммиакопровод «Тольятти — Одесса», береговой технологический комплекс Киринского газоконденсатного месторождения — головная компрессорная станция «Сахалин», объекты газоснабжения и газификации.
Среди объектов наземного строительства, возведённых ЛГСС — самая северная в мире компрессорная станция «Байдарацкая» на полуострове Ямал, компрессорные станции «Елизаветинская», «Волховская», «Славянская», «Бабаевская», «Торжокская», «Изборская», Калининградское и Невское подземные хранилища газа, самая мощная компрессорная станция «Русская».
Строительно-монтажные участки «Ленгазспецстрой» располагаются на территории всей России: от Калининграда до Владивостока. У компании есть промышленная база и собственная производственная испытательная лаборатория.

## Текущие проекты
- УКПГ-45
- ГО от МГ Сахалин — Хабаровск — Владивосток до границы с Китаем

- Установка комплексной подготовки газа в Иркутской области на Ковыктинском ГКМ – УКПГ-3. Добываемая пластовая смесь будет поступать на УКПГ-3 по газосборным коллекторам, очищаться от примесей и разделяться непосредственно на товарный газ и газовый конденсат. Подготовленный к транспортировке энергоноситель централизованно пойдет в «Силу Сибири», а газовый конденсат затем будет отгружаться в вагоны-цистерны и транспортироваться по железной дороге. Это один из крупнейших объектов «Ленгазспецстрой»: в нём задействовано более 3000 человек и 670 единиц техники.

- Магистральный газопровод «Лупинги «Сила Сибири»
- ВСГ Белогорск — Хабаровск
- Газопровод-отвод и газораспределительная станция «Усть-Луга»
- «Южно-Европейский газопровод»

## Деятельность
• Строительство, реконструкция и ремонт магистральных нефте-газо- и продуктопроводов;
• Строительство, реконструкция и ремонт газопроводов-отводов и газораспределительных сетей;
• Сооружение и реконструкция компрессорных станций на магистральных газопроводах и подземных хранилищах газа;
• Сооружение и реконструкция подземных хранилищ газа;
• Сооружение и реконструкция насосных станций на магистральных нефтепродуктопроводах;
• Контроль качества сварных соединений и изоляционного покрытия;
• Монтаж систем электрохимзащиты, линий электропередачи;
• Строительство линий электропередач до 35 кВ;
• Строительство зданий и сооружений производственного назначения, объектов промышленной инфраструктуры, включая строительство вдоль трассовых автодорог.

## Награды
- Благодарность Президента Российской Федерации (4 декабря 2023 года) — за большой вклад в развитие газовой отрасли и высокие производственные показатели[3]